# Krzysztof Tarka
Krzysztof Tarka (ur. 11 lipca 1965 w Kędzierzynie, zm. 19 stycznia 2022 w Opolu) – polski historyk, specjalizujący się w historii najnowszej, nauczyciel akademicki związany z Uniwersytetem Opolskim.

## Życiorys
Absolwent Instytutu Historycznego Uniwersytetu Wrocławskiego. W 1993 na Wydziale Nauk Historycznych i Pedagogicznych UWr uzyskał stopień naukowy doktora nauk humanistycznych w dziedzinie historii na podstawie pracy pt. Litwa w polityce rządu polskiego na uchodźstwie 1939–1945, napisanej pod kierunkiem prof. Wojciecha Wrzesińskiego. W 1999 otrzymał stopień naukowy doktora habilitowanego nauk humanistycznych w dziedzinie historii na Wydziale Historyczno-Pedagogicznym Uniwersytetu Opolskiego, na podstawie rozprawy nt. Litwini w Polsce 1944–1997. W 2005 otrzymał tytuł naukowy profesora.
Od 1990 związany był z Instytutem Historii Wyższej Szkoły Pedagogicznej w Opolu (od 1995 Uniwersytetu Opolskiego), na którym przeszedł całą swoją drogę zawodową od stanowiska asystenta po profesora zwyczajnego, które otrzymał w 2005. Został członkiem Komitetu Nauk Historycznych Polskiej Akademii Nauk. Pełnił funkcję kierownika Katedry Historii Najnowszej Uniwersytetu Opolskiego.
Jest pochowany na cmentarzu parafialnym w Opolu - Grudzicach.

## Ważniejsze publikacje
Jego zainteresowania naukowe koncentrowały się wokół historii najnowszej i zagadnień związanych z polską emigracją polityczną po II wojnie światowej, mniejszościami narodowymi w PRL, stosunkami polsko-litewskimi oraz działalnością Armii Krajowej na Wileńszczyźnie. Do jego ważniejszych prac należą:
- Komendant Wilk. Z dziejów Wileńskiej Armii Krajowej (1990)
- Konfrontacja czy współpraca? Litwa w polityce Rządu Polskiego na uchodźstwie 1939–1945 (1998)
- Litwini w Polsce 1944–1997 (1998)
- Jeden z wyklętych – generał Aleksander Krzyżanowski "Wilk" : komendant Okręgu Wileńskiego ZWZ-AK (2000)
- Emigracyjna dyplomacja : polityka zagraniczna rządu RP na uchodźstwie 1945–1990  (2003)
- Polonia w Wielkiej Brytanii 1918–1939 (2005)